# Liga a III-a (fotbal feminin)
Liga a III-a este al treilea eșalon din sistemul competițional fotbalistic feminin din România.

## Istorie
A fost creată începând cu sezonul 2016-2017, când a primit oficial numele „Liga II”, după introducerea denumirii de „Superliga” pentru  liga de top și cea de „Liga I”, pentru nivelul doi. Cu toate acestea, începând cu sezonul 2017-2018, a fost redenumită „Liga III”, deoarece la denumirea de „Superliga” s-a renunțat, iar ulterior „Liga I” a devenit liga de top și „Liga II” pentru eșalonul al doilea.

## Cronologia numelui
| Nume         | Perioada     |
| ------------ | ------------ |
| Liga a II-a  | 2016-2017    |
| Liga a III-a | 2017-prezent |

## Format
La înființarea ei în 2016 în primul său sezon, a avut o singură serie.
În al doilea sezon, 2017-18, Liga a III-a a fost împărțită în două serii, cele 14 echipe fiind alocate astfel, seria 1 cu 8 echipe și seria 2 cu 6 echipe. S-a jucat într-un sistem tur-retur, iar câștigătoarea fiecărei serii promovează în Liga a II-a. Din sezonul 2018-19, Liga a III-a s-a împărțit în trei serii a 6 echipe fiecare. În sezonul 2019–20 au fost 4 serii, două de 4 și două de 5 echipe, încercându-se limitarea distantelor între localități. Sezonul următor (2020-21) s-a revenit la 2 serii (una de 6 și una de 5 echipe). În sezonul 2021-22 cele 2 serii de 6 echipe au jucat un campionat tur-retur (10 meciuri) și adițional încă un tur, cu un total de 15 meciuri. Următorul sezon s-a menținut sistemul tur-retur-tur, dar au fost 3 serii, 2 serii de 6 echipe și o serie de 5 echipe. În sezonul 2023-24 au fost 4 serii (de 5 echipe fiecare), iar sistemul competițional s-a modificat, astfel s-au disputat un dublu tur-retur(total 16 meciuri).

## Lista campioanelor Ligii a III-a
Mai jos este o listă cu toate câștigătoarele ligii de fotbal feminin din România de rangul trei de la reintroducerea acesteia în 2013. Locul I este declarat campion al seriei, promovează în Liga a II-a și este prezentat cu un trofeu. Primele trei echipe primesc în prezent și medalii de aur, argint și bronz de la Federația Română de Fotbal. Echipele promovate sunt notate cu italice.
| Ed. | Sezon   | Serii    | Campioane                             | Locul 2                                     | Locul 3                     | Nr. | Echipe | Sistem |
| --- | ------- | -------- | ------------------------------------- | ------------------------------------------- | --------------------------- | --- | ------ | --- |
| 1   | 2016–17 | Seria 1  | Piroș Security Arad                   | Atletic Onix Râmnicu Sărat                  | Banat Girls Reșița          | 8   | 8      | 1 serie de 8 echipe - tur-retur. |
| 2   | 2017–18 | Seria 1  | Vulpițele Galbene Roman               | Nicu Gane Fălticeni                         | Dream Team București        | 8   | 14     | 2 serii; Seria 1, 8 echipe; Seria 2, 6 echipe - joc dublu tur-retur. |
| 2   | 2017–18 | Seria 21 | Banat Girls                           | CFR Timișoara 2                             | AS Independenta Baia Mare 2 | 6   | 14     | 2 serii; Seria 1, 8 echipe; Seria 2, 6 echipe - joc dublu tur-retur. |
| 3   | 2018–19 | Seria 1  | AS CS Carmen București 1937           | ACS Atletic Drobeta                         | Dream Team București        | 6   | 18     | 3 serii cu câte 6 echipe fiecare - jucând un dublu tur-retur. Primele două locuri din cele 3 serii, au jucat un play-off suplimentar de promovare , cu primele două echipe promovând. |
| 3   | 2018–19 | Seria 2  | Colegiul Național Nicu Gane Fălticeni | Universitatea Galati 2                      | CSM Pașcani 2               | 6   | 18     | 3 serii cu câte 6 echipe fiecare - jucând un dublu tur-retur. Primele două locuri din cele 3 serii, au jucat un play-off suplimentar de promovare , cu primele două echipe promovând. |
| 3   | 2018–19 | Seria 3  | CSM Târgu Mureș                       | AS Independenta Baia Mare 2                 | Csíkszereda MC              | 6   | 18     | 3 serii cu câte 6 echipe fiecare - jucând un dublu tur-retur. Primele două locuri din cele 3 serii, au jucat un play-off suplimentar de promovare , cu primele două echipe promovând. |
| 4   | 2019–20 | Seria 1  | Dream Team București                  | ACS Activ Slobozia                          | Dunărea Giurgiu             | 5   | 18     | 4 serii cu câte 4 (seria 2 și 3), respectiv 5 echipe (seria 1 și 4) - jucând tur-retur. Campioana fiecărei serii promovează în Liga a II-a.                                           |
| 4   | 2019–20 | Seria 2  | Poli Timișoara                        | Viitorul Arad                               | FC Juventus Timișoara       | 4   | 18     | 4 serii cu câte 4 (seria 2 și 3), respectiv 5 echipe (seria 1 și 4) - jucând tur-retur. Campioana fiecărei serii promovează în Liga a II-a.                                           |
| 4   | 2019–20 | Seria 3  | Student Sport Alba Iulia              | Colțea 1920 Brașov                          | Măgura Cisnădie             | 4   | 18     | 4 serii cu câte 4 (seria 2 și 3), respectiv 5 echipe (seria 1 și 4) - jucând tur-retur. Campioana fiecărei serii promovează în Liga a II-a.                                           |
| 4   | 2019–20 | Seria 4  | Csíkszereda MC                        | Măgura 2012 Bacău                           | Universitatea Galati 2      |     | 18     | 4 serii cu câte 4 (seria 2 și 3), respectiv 5 echipe (seria 1 și 4) - jucând tur-retur. Campioana fiecărei serii promovează în Liga a II-a.                                           |
| 5   | 2020–21 | Seria 1  | Activ Slobozia                        | Colțea 1920 Brașov                          | Zimbrul Tulcea              | 6   | 11     | 2 serii; Seria 1, 6 echipe; Seria 2, 5 echipe - joc tur-retur. |
| 5   | 2020–21 | Seria 22 | Atletic Olimpia Gherla                | Academia de Fotbal și Tenis Măgura Cisnădie | Viitorul Arad               | 5   | 11     | 2 serii; Seria 1, 6 echipe; Seria 2, 5 echipe - joc tur-retur. |
| 6   | 2021–22 | Seria 1  | Zimbrul Tulcea                        | Estera Tifești                              | Sepsi OSK Sfântu Gheorghe   | 6   | 12     | 2 serii; 6 echipe fiecare - joc tur-retur, plus încă un tur. |
| 6   | 2021–22 | Seria 22 | CSM Alexandria 2                      | FC Juventus Timișoara                       | Colțea 1920 Brașov          | 6   | 12     | 2 serii; 6 echipe fiecare - joc tur-retur, plus încă un tur. |
| 7   | 2022–23 | Seria 1  | Politehnica Timișoara 2               | Universitatea Craiova                       | U Craiova 1948              | 5   | 17     | 3 serii: Seria 1 cu 5 echipe și Seria 2 și 3 cu câte 6 echipe fiecare - jucând tur-retur, plus au jucat un tur suplimentar.                                                           |
| 7   | 2022–23 | Seria 2  | Estera Tifești                        | Sepsi OSK Sfântu Gheorghe                   | Politehnica Iași            | 6   | 17     | 3 serii: Seria 1 cu 5 echipe și Seria 2 și 3 cu câte 6 echipe fiecare - jucând tur-retur, plus au jucat un tur suplimentar.                                                           |
| 7   | 2022–23 | Seria 3  | Campionii Fotbal Club Argeș           | Fotbal Club Rapid 1923                      | FC Voluntari                | 6   | 17     | 3 serii: Seria 1 cu 5 echipe și Seria 2 și 3 cu câte 6 echipe fiecare - jucând tur-retur, plus au jucat un tur suplimentar.                                                           |
| 8   | 2023–24 | Seria 1  | UTA Arad                              | CSM Deva                                    | Academia de Fotbal Florești | 5   | 18     | 4 serii cu câte 5 echipe fiecare - jucând dublu tur-retur. Campioana fiecărei serii promovează în Liga a II-a.                                                                        |
| 8   | 2023–24 | Seria 2  | Universitatea Craiova                 | Petrolul 52                                 | Student Sport Alba Iulia    | 4   | 18     | 4 serii cu câte 5 echipe fiecare - jucând dublu tur-retur. Campioana fiecărei serii promovează în Liga a II-a.                                                                        |
| 8   | 2023–24 | Seria 3  | Sepsi OSK Sfântu Gheorghe             | Colțea 1920 Brașov                          | FC Botoșani                 | 4   | 18     | 4 serii cu câte 5 echipe fiecare - jucând dublu tur-retur. Campioana fiecărei serii promovează în Liga a II-a.                                                                        |
| 8   | 2023–24 | Seria 4  | Fotbal Club Rapid 1923                | Concordia Chiajna                           | Chindia Târgoviște          | 5   | 18     | 4 serii cu câte 5 echipe fiecare - jucând dublu tur-retur. Campioana fiecărei serii promovează în Liga a II-a.                                                                        |
| 9   | 2024–25 | Seria 1  |                                       |                                             |                             | 5   | 18     | 3 serii: Seria 1 și 3 cu câte 5 echipe și Seria 2 cu 6 echipe fiecare - jucând tur-retur. Campioana fiecărei serii promovează în Liga a II-a.                                         |
| 9   | 2024–25 | Seria 2  |                                       |                                             |                             | 6   | 18     | 3 serii: Seria 1 și 3 cu câte 5 echipe și Seria 2 cu 6 echipe fiecare - jucând tur-retur. Campioana fiecărei serii promovează în Liga a II-a.                                         |
| 9   | 2024–25 | Seria 3  |                                       |                                             |                             | 5   | 18     | 3 serii: Seria 1 și 3 cu câte 5 echipe și Seria 2 cu 6 echipe fiecare - jucând tur-retur. Campioana fiecărei serii promovează în Liga a II-a.                                         |

Note:
1 Urmare a Deciziei Comisiei de Etica si Disciplina a FRF din data de 26.10.2017, clubul CFF Oltenia Craiova a fost sancționat cu EXCLUDEREA din campionatul de fotbal feminin ediția 2017/2018 - in conformitate cu prevederile art.79/2 din RD coroborat cu art.79/14/1 din RD.
2 Prin decizia Comisiei de Disciplină și Etică din data de 21 aprilie, clubul CS FC Sporting Craiova a fost sancționat cu excluderea din competiție și retrogradarea în ultima categorie competițională organizată de Asociația Județeană de Fotbal pe teritoriul căreia își are sediul.

## Titluri pe echipe
La 26 mai 2024.
| Titluri | Echipă                                |
| ------- | ------------------------------------- |
| 1       | Piroș Security Arad                   |
| 1       | Vulpițele Galbene Roman               |
| 1       | Banat Girls Reșița                    |
| 1       | Carmen București 1937                 |
| 1       | Colegiul Național Nicu Gane Fălticeni |
| 1       | CSM Târgu Mureș                       |
| 1       | Dream Team București                  |
| 1       | Poli Timișoara                        |
| 1       | Student Sport Alba Iulia              |
| 1       | Csiksereda Miercurea Ciuc             |
| 1       | ACS Activ Slobozia                    |
| 1       | Olimpia Gherla                        |
| 1       | ACS Zimbrul Tulcea                    |
| 1       | CSM Alexandria 2                      |
| 1       | Politehnica Timișoara 2               |
| 1       | ACS Estera Tifești                    |
| 1       | ACS Campionii Fotbal Club Argeș       |
| 1       | AFC UTA Arad                          |
| 1       | Universitatea Craiova                 |
| 1       | ACS Sepsi OSK Sfântu Gheorghe         |
| 1       | Fotbal Club Rapid 1923 SA București   |

#### După orașe
| Oraș            | Titluri | Cluburi câștigătoare                               |
| --------------- | ------- | -------------------------------------------------- |
| București       | 3       | Carmen 1937 (1), Dream Team (1), FC Rapid 1923 (1) |
| Arad            | 2       | Piroș Security (1), AFC UTA (1)                    |
| Timișoara       | 2       | Poli (1), Poli 2 (1)                               |
| Roman           | 1       | Vulpițele Galbene (1)                              |
| Reșița          | 1       | Banat Girls (1)                                    |
| Fălticeni       | 1       | Colegiul Național Nicu Gane (1)                    |
| Târgu Mureș     | 1       | CSM (1)                                            |
| Alba Iulia      | 1       | Student Sport (1)                                  |
| Miercurea Ciuc  | 1       | Csiksereda (1)                                     |
| Slobozia        | 1       | ACS Activ (1),                                     |
| Gherla          | 1       | Olimpia (1)                                        |
| Tulcea          | 1       | ACS Zimbrul (1),                                   |
| Alexandria      | 1       | CSM 2 (1),                                         |
| Țifești         | 1       | ACS Estera (1),                                    |
| Pitești         | 1       | ACS Campionii Fotbal Club (1)                      |
| Craiova         | 1       | Universitatea (1)                                  |
| Sfântu Gheorghe | 1       | ACS Sepsi OSK (1)                                  |